# Emma Caulfield
Emma Caulfield Ford (San Diego, California; 8 de abril de 1973) es una actriz estadounidense conocida por su papel de Anya Jenkins en la serie Buffy the Vampire Slayer (1998–2003), y como Susan Keats en la serie Beverly Hills, 90210. Sus papeles cinematográficos incluyen Darkness Falls (2003) y TiMER (2009).

## Biografía y carrera
Caulfield comenzó a estudiar arte dramático mientras estaba en el colegio, en la sala de teatro La Jolla Playhouse y en el renovado teatro Old Globe donde ganó una distinción de honor a la "Excelencia en Artes Escénicas". Continuó sus estudios en la Universidad del Estado de San Francisco y en UCLA. 
El gran surgimiento de Caulfield llegó en 1995 cuando ella se unió al elenco de Sensación de vivir como Susan Keats, la novia periodista de Brandon (Jason Priestley). Después de dejar una de las series más vistas, ella obtuvo el papel de Lorraine Miller en el drama General Hospital.
Caulfield apareció por primera vez en Buffy, la Cazavampiros como invitada durante la tercera temporada, representando al demonio Anyanka, patrona de las mujeres despreciadas. Después, el personaje perdió sus poderes y se convirtió en Anya, una adolescente de carne y hueso de 1120 años, y Caulfield se unió al elenco regular de la serie a partir de la cuarta temporada.

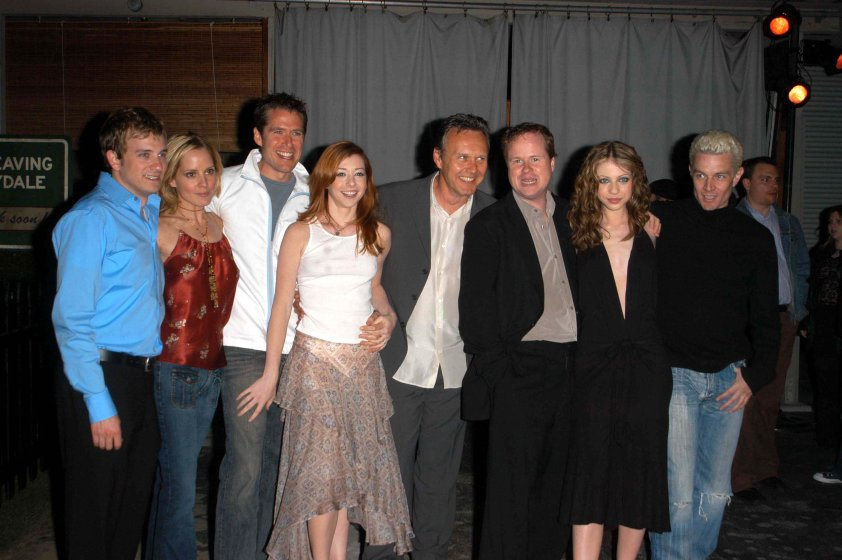
Emma con el reparto de Buffy, la cazavampiros en 2003.

## Vida personal
Caulfied estuvo casada con Cornelius Grobbelaar de 2006 a 2010.
En marzo de 2016, Caulfield confirmó que esperaba su primer hijo con su esposo Mark Leslie Ford, que más tarde se confirmó que era una niña. El 10 de julio de 2016, dio a luz a una hija, Knightley Lake Ford.
Desveló que sufre esclerosis múltiple, durante una entrevista con la revista Vanity Fair, donde explicó que fue diagnosticada hace una década, en 2010.

## Filmografía
| Film       | Film                             | Film                                                                    | Film |
| Año        | Título                           | Rol                                                                     | Notas |
| ---------- | -------------------------------- | ----------------------------------------------------------------------- | --- |
| 2003       | Darkness Falls                   | Caitlin Greene                                                          | |
| 2004       | Bandwagon                        | Ella misma                                                              | |
| 2007       | A Valentine Carol                | Ally Sims                                                               | |
| 2007       | Hollow                           | Sarah                                                                   | Cortometraje |
| 2009       | Why Am I Doing This?             | Amber                                                                   | |
| 2009       | TiMER                            | Oona O'Leary                                                            | |
| 2010       | Confined                         | Victoria Peyton                                                         | |
| 2010       | Removal                          | Jennifer                                                                | |
| 2014       | Back in the Day                  | Molly                                                                   | |
| 2014       | Telling of the Shoes             | Alexandra                                                               | |
| 2015       | America Is Still the Place       | Fran                                                                    | |
| Televisión |                                  |                                                                         | |
| Año        | Título                           | Rol                                                                     | Notas |
| 1994       | Burke's Law                      | Beth                                                                    | Episodio: "Who Killed the Beauty Queen?" |
| 1994       | Saved by the Bell: The New Class | Emfermera Brady                                                         | Episodio: "Bloody Money" |
| 1994       | Renegade                         | Cindy Moran                                                             | Episodio: "Teen Angel" |
| 1995       | Weird Science                    | Phoebe Hale                                                             | Episodio: "What Genie?" |
| 1995, 1997 | Silk Stalkings                   | Ray Washburn Kate Donner                                                | Episodios: "Champagne on Ice" & "Guilt by Association"                                                                                        |
| 1995–1996  | Beverly Hills, 90210             | Susan Keats                                                             | 30 episodios |
| 1996–1997  | General Hospital                 | Lorraine Miller                                                         | |
| 1998       | Nash Bridges                     | Reporter                                                                | Episodio: "Live Shot" |
| 1998–2003  | Buffy the Vampire Slayer         | Anyanka 'Anya' Jenkins/Anya Emerson                                     | Papel recurrente 3-4; Elenco principal 5-7 81 episodios Golden Satellite Award (nominada) Cinescape Genre Face of the Future Award (ganadora) |
| 2003       | The Reality of Love              | Charlie Norton                                                          | Película para televisión |
| 2004       | I Want to Marry Ryan Banks       | Charlie Norton                                                          | Película para televisión |
| 2004       | Monk                             | Meredith Preminger                                                      | Episodio: "Mr. Monk and the Girl Who Cried Wolf"                                                                                              |
| 2006       | In Her Mother's Footsteps        | Kate Nolan                                                              | Película para televisión |
| 2006, 2007 | Robot Chicken                    | Nancy/madre de Timmy Profesora McGonagal/Madre White Witch/Esposa (voz) | Episodio: "Massage Chair", "Password: Swordfish" & "Robot Chicken's Half-Assed Christmas Special"                                             |
| 2007       | A Valentine Carol                | Ally Simms                                                              | Lifetime Television Telefilme |
| 2009       | Private Practice                 | Leanne                                                                  | Episodio: "Wait and See" |
| 2010–2011  | Gigantic                         | Sasha                                                                   | Papel ecurrente |
| 2010–2011  | Life Unexpected                  | Emma Bradshaw                                                           | Papel recurrente |
| 2011       | Prime Suspect                    | Montana                                                                 | Episodio: "Gone to Pieces" |
| 2011       | Leverage                         | Meredith                                                                | Episodio: "The Lonely Hearts Job" |
| 2012       | Royal Pains                      | Winnie                                                                  | Episodio: "Off Season Greetings" |
| 2012       | Husbands                         | Stadium Interviewer                                                     | Episodio: "Appropriate Is Not the Word" |
| 2012, 2016 | Once Upon a Time                 | Blind Witch                                                             | 6 episodios |
| 2016       | Supergirl                        | Cameron Chase                                                           | Episodio: "Childish Things" |
| 2017       | Training Day                     | Lauren                                                                  | Episodio: "Wages of Sin" |
| 2017       | Fear the Walking Dead            | Tracy Otto                                                              | Invitada |
| 2021       | WandaVision                      | Sarah Proctor / "Dottie Jones"                                          | |
| 2024       | Agatha All Along                 | Sarah Proctor                                                           | |